# 122-я истребительная авиационная дивизия ПВО
122-я истреби́тельная авиацио́нная Печенгская диви́зия ПВО (122-я иад ПВО) — авиационное соединение ПВО Вооружённых Сил РККА, принимавшее участие в боевых действиях Великой Отечественной войны.

## История наименований
- 122-я истребительная авиационная дивизия ПВО[1];
- 122-я истребительная авиационная Печенгская дивизия ПВО[1];
- 122-я истребительная авиационная Печенгская дивизия ВВС ВМФ[1];
- 122-я истребительная авиационная Печенгская дивизия ВВС Северного флота[1];
- Полевая почта 74412[1].

## История и боевой путь дивизии
122-я истребительная авиационная дивизия ПВО сформирована 15 февраля 1942 года Приказом НКО СССР № 0015 от 20.01.1942 г. в составе 3-х полков:
- 767-й истребительный авиационный полк ПВО[2];
- 768-й истребительный авиационный полк ПВО[2];
- 769-й истребительный авиационный полк ПВО[2].

После формирования дивизия входила в состав Карельского фронта, а с конца июня 1943 года — в состав Западного фронта ПВО, оперативно подчиняясь Мурманскому дивизионному району ПВО, с 29 октября 1943 года — Мурманскому корпусному району ПВО. Дивизия участвовала в прикрытии порта и города Мурманск, Кировской железной дороги на участках Мурманск — Тайбола, союзных морских караванов, а также в операциях:
- по освобождению Заполярья[3] — с 17 октября 1941 года по 1 ноября 1944 года.
- Петсамо-Киркенесской операции[3] — с 7 октября 1944 года по 29 октября 1944 года.

С сентября 1943 года по октябрь 1944 года полки дивизии совместно с наземными частями Мурманского корпусного района ПВО (с 1 апреля 1944 года — 1-го корпуса ПВО) не пропустили ни одного пролёта самолёта противника к Мурманску. В период Петсамо-Киркенесской операции кроме поставленных боевых задач дивизия осуществляла прикрытие войск 14-й армии, в том числе при освобождении города Петсамо (Печенга), боевые вылеты на блокировку аэродромов противника, штурмовку наземных войск, на сопровождение бомбардировщиков 7-й воздушной армии Карельского фронта.
В декабре 1942 года в состав дивизии вошел 966-й истребительный авиационный полк ПВО из 126-й иад ПВО. 19 сентября 1943 года полк передан в состав 147-й иад ПВО в Ярославль.
За отличие при прорывы сильно укрепленной обороны немцев северо-западнее Мурманска при содействии кораблей и десантных частей Северного флота, овладение городом Петсамо (Печенга) — важной военно-морской базой и мощным опорным пунктом обороны немцев на Крайнем Севере дивизии объявлена благодарность Верховного Главнокомандующего и она представлена к присвоению почетного наименования. 31 октября 1944 года приказом Верховного Главнокомандующего за отличия в боях за овладение городом Петсамо (Печенга) дивизии присвоено наименование «Печенгская».
С декабря 1944 года дивизия приступила к перевооружению на новые самолёты Спитфайр Мк. IX, полученные по ленд-лизу. В январе 1945 года дивизия, выполняя прежнюю задачу в границах 1-го корпуса ПВО, вошла в состав 1-й воздушной истребительной армии ПВО вновь созданного Центрального фронта ПВО. К марту 1945 года все полки дивизии были переучены на новый тип самолёта и выполняли прежние поставленные боевые задачи.
В составе действующей армии дивизия находилась с 5 марта 1942 года по 1 января 1945 года.

### Послевоенная история
После окончания войны дивизия по-прежнему выполняла задачи ПВО Мурманска и его портов. С 10 июня 1945 года дивизия вошла в состав переформированной 19-й воздушной истребительной армии ПВО (бывшая 1-я воздушная истребительная армия ПВО) Центрального округа ПВО (бывший Центральный фронт ПВО, выполняя прежнюю задачу в границах 100-го корпуса ПВО (бывшего 1-го корпуса ПВО). В июне 1946 года дивизия сократила изменила свой состав, расформировав 767-й истребительный авиационный полк на аэродроме Арктика, передав личный состав в другие полки дивизии.
После массового переименования частей и соединений 20 февраля 1949 года дивизия входила в состав 78-й воздушной истребительной армии ПВО (ранее 19-й воздушной истребительной армии ПВО) Центрального округа ПВО. 21 июля 1949 года 122-я истребительная авиационная дивизия ПВО передана в состав ВВС Северного флота, переименована в 122-ю истребительную авиационную дивизию ВВС Северного флота и перебазировалась на аэродром Луостари Мурманской области. В 1950 году в состав дивизии вошел 78-й истребительный авиационный Краснознаменный полк ВВС ВМФ на самолётах P-39 Airacobra, ранее базировавшийся на этом аэродроме. В начале 50-х годов XX века дивизия переучилась на новую технику, получив самолёты МиГ-15. С 1955 года 78-й и 768-й полки получили новые самолёты МиГ-17.
С осени 1957 по осень 1959 в 769-м истребительном полку проходил службу Юрий Гагарин.
В связи реорганизацией Вооруженных Сил 122-я истребительная авиационная Печенгская дивизия ВВС ВМФ в июле 1960 года была расформирована в соответствии с Законом Верховного Совета СССР «О новом значительном сокращении ВС СССР» от 15.01.1960 г.

## Командиры дивизии
| Звание                           | Имя                         | Период                  | Примечание |
| -------------------------------- | --------------------------- | ----------------------- | ---------- |
| Подполковник, Полковник          | Швецов Александр Иванович   | 15.02.1942 — 19.06.1943 |            |
| Полковник, Генерал-майор авиации | Погрешаев Фёдор Арсентьевич | 19.09.1943 — 01.07.1946 |            |
| Полковник, Генерал-майор авиации | Голубев Василий Фёдорович   | 12.1951 — 01.1957       |            |
| Подполковник, Полковник          | Рассадкин Пётр Алексеевич   | 1957 — 08.1958          |            |

## В составе объединений
| Дата            | Фронт (округ)         | Район (корпус ПВО, дивизия ПВО)         | Примечание |
| --------------- | --------------------- | --------------------------------------- | ---------- |
| 15.02.1942 года | Карельский фронт      | Мурманский дивизионный район ПВО        |            |
| 29.06.1943 года | Западный фронт ПВО    | Мурманский дивизионный район ПВО        |            |
| 29.12.1943 года | Западный фронт ПВО    | Мурманский корпусной район ПВО          |            |
| 21.04.1944 года | Северный фронт ПВО    | 1-й корпус ПВО                          |            |
| 24.12.1944 года | Западный фронт ПВО    | 1-й корпус ПВО                          |            |
| 01.01.1945 года | Центральный фронт ПВО | 1-й корпус ПВО                          |            |
| 01.02.1945 года | Центральный фронт ПВО | 1-я воздушная истребительная армия ПВО  |            |
| 01.03.1945 года | Центральный фронт ПВО | 1-й корпус ПВО                          |            |
| 01.04.1945 года | Центральный фронт ПВО | 1-я воздушная истребительная армия ПВО  |            |
| 09.05.1945 года | Центральный фронт ПВО | 1-я воздушная истребительная армия ПВО  |            |
| 10.06.1945 года | Центральный округ ПВО | 1-й корпус ПВО                          |            |
| 01.09.1945 года | Центральный округ ПВО | 100-й корпус ПВО                        |            |
| 01.01.1946 года | Центральный округ ПВО | 19-я воздушная истребительная армия ПВО |            |
| 20.02.1949 года | Центральный округ ПВО | 78-я воздушная истребительная армия ПВО |            |
| 21.07.1949 года | Северный флот         | ВВС Северного флота                     |            |
| 01.07.1960 года | Северный флот         | ВВС Северного флота                     |            |

## Части и отдельные подразделения дивизии
За весь период своего существования боевой состав дивизии претерпевал изменения, в различное время в её состав входили полки:
| Период                  | Наименование                              | Примечание                                                               |
| ----------------------- | ----------------------------------------- | ------------------------------------------------------------------------ |
| 03.02.1942 — 15.06.1946 | 767-й истребительный авиационный полк ПВО | расформирован в 122-й иад ПВО, личный состав передан в 768-й и 769-й иап |
| 26.01.1942 — 01.06.1960 | 768-й истребительный авиационный полк ПВО | расформирован вместе со 122-й иад ВВС ВМФ                                |
| 21.02.1942 — 01.06.1960 | 769-й истребительный авиационный полк ПВО | расформирован вместе со 122-й иад ВВС ВМФ                                |
| 24.12.1942 — 19.09.1943 | 966-й истребительный авиационный полк ПВО | передан в 147-ю иад ПВО                                                  |

## Боевой состав на 1950 год
| Наименование                                  | Примечание                                        |
| --------------------------------------------- | ------------------------------------------------- |
| 78-й истребительный авиационный полк ВВС ВМФ  | Bell P-39 Airacobra, Луостари, Мурманская область |
| 768-й истребительный авиационный полк ВВС ВМФ | Як-9, Луостари, Мурманская область                |
| 769-й истребительный авиационный полк ВВС ВМФ | Як-9, Луостари, Мурманская область                |

## Боевой состав на 1960 год
| Наименование                                  | Примечание                           |
| --------------------------------------------- | ------------------------------------ |
| 78-й истребительный авиационный полк ВВС ВМФ  | МиГ-17, Луостари, Мурманская область |
| 768-й истребительный авиационный полк ВВС ВМФ | МиГ-17, Луостари, Мурманская область |
| 769-й истребительный авиационный полк ВВС ВМФ | МиГ-15, Луостари, Мурманская область |

## Благодарности Верховного Главнокомандования
За проявленные образцы мужества и героизма Верховным Главнокомандующим дивизии объявлены благодарности:
- За отличие при прорывы сильно укрепленной обороны немцев северо-западнее Мурманска при содействии кораблей и десантных частей Северного флота, овладение городом Петсамо (Печенга) — важной военно-морской базой и мощным опорным пунктом обороны немцев на Крайнем Севере[5];
- За отличие в боях к западу и юго-западу от Петсамо, в трудных условиях Заполярья освобождение от немецких захватчиков района никелевого производства и занятие с боями важных населенных пунктов Печенгской (Петсамской) области — Никель, Ахмалахти, Сальмиярви[17];
- За отличие в боях при освобождении Печенгской области от немецких захватчиков[18].

## Базирование
| Период            | Место базирования                                                                   |
| ----------------- | ----------------------------------------------------------------------------------- |
| 01.1943 — 01.1950 | аэродром Арктика, Мурманская область (ныне район Роста (Мурманск) города Мурманска) |
| 01.1950 — 07.1960 | Луостари, Мурманская область                                                        |